# Lathrolestes asperatus
Lathrolestes asperatus là một loài tò vò trong họ Ichneumonidae.